# Cäsar Onestinghel
Cäsar Onestinghel (1817 Spormaggiore – 14. ledna 1896 Innsbruck) byl rakouský právník a politik německé národnosti z Tyrolska, v 60. letech 19. století poslanec rakouské Říšské rady.

## Biografie
Působil jako advokát v Innsbrucku.
Počátkem 60. let se s obnovou ústavního systému vlády zapojil do vysoké politiky. V zemských volbách roku 1863 byl zvolen na Tyrolský zemský sněm za kurii venkovských obcí, obvod Kitzbühel. Zemským poslancem byl roku 1883. Od roku 1879 do roku 1883 zasedal rovněž v zemském výboru. Byl konzervativně orientován Patřil mezi předáky konzervativní klerikální strany v Tyrolsku.
Působil také coby poslanec Říšské rady (celostátního parlamentu Rakouského císařství), kam ho delegoval Tyrolský zemský sněm roku 1863 (Říšská rada tehdy ještě byla volena nepřímo, coby sbor delegátů zemských sněmů). 17. června 1863 složil slib. V době svého působení v parlamentu je uváděn jako Dr. Cäsar Onestinghel, advokát v Innsbrucku.
Zemřel v lednu 1896.